# Mitromica esperanza
Mitromica esperanza is een slakkensoort uit de familie van de Costellariidae. De wetenschappelijke naam van de soort is voor het eerst geldig gepubliceerd in 1993 door Leal & Moore.